# Jesse Reno
Jesse Wilford Reno (Fort Leavenworth, 4 de agosto de 1861 — Pelham Manor, 2 de junho de 1947) foi um engenheiro e inventor estadunidense.
Inventou a primeira escada rolante, em 1891, patenteada em 15 de março de 1892, instalada no pier Old Iron, Coney Island, Nova Iorque. Sua invenção foi inicialmente referenciada como "elevador inclinado". Uma invenção semelhante anterior, denominada "escada giratória" por seu inventor, Nathan Ames, foi patenteada em 9 de março de 1859, mas jamais foi construída.
Renno era filho de Jesse Lee Reno, notável da Guerra de Secessão. Graduado em engenharia de minas pela Universidade Lehigh, em 1883, e depois também em engenharia metalúrgica.